# Japan Transocean Air
Japan Transocean Air Co., Ltd. (japanisch 日本トランスオーシャン航空株式会社, Nihon Toransuōshan Kōkū Kabushiki-gaisha, kurz JTA) ist eine japanische Regionalfluggesellschaft mit Sitz in Naha (Okinawa) und Basis auf dem Flughafen Naha.

## Geschichte

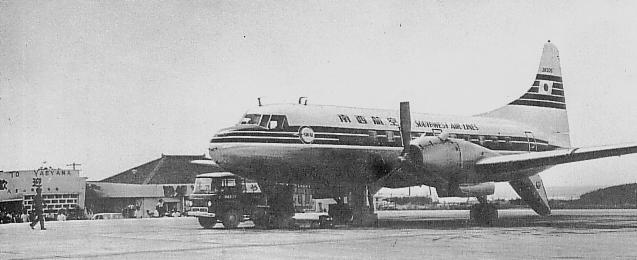
Eine Convair CV-240 der Nansei Kōkū (1968)

Japan Transocean Air wurde am 20. Juni 1967 als Nansei Kōkū K.K. (南西航空株式会社, englisch Southwest Air Lines, kurz SWAL) gegründet und begann mit dem Flugbetrieb im Juli 1967 mit Convair CV-240. Ab 1968 kamen acht zweimotorige Propeller-Flugzeugen des japanischen Typs NAMC YS-11 hinzu. Von 1973 bis 1978 beschaffte die Fluggesellschaft vier zweimotorige De Havilland Canada DHC-6. Ab Mai 1978 kamen dann die ersten Jets des Typs Boeing 737-200 zum Einsatz. Es wurden sieben Maschinen neu und weitere zwei gebraucht gekauft.
Den heutigen Namen erhielt die Gesellschaft im Juli 1993. Von 1994 bis 2002 wurden acht neue und sieben gebrauchte Boeing 737-400 in den Flottenpark eingereiht, darunter vier von Hapag-Lloyd. Bei technischen Problemen innerhalb der Muttergesellschaft Japan Airlines (JAL) leiht JTA seine Maschinen an JAL aus. JTA ist für die Wartungsarbeiten an den Boeings 737-400 der JAL Group zuständig. JTA ist im Besitz von 69,8 % der Anteile an Ryūkyū Air Commuter.
Japan Transocean Air befindet sich im Besitz von Japan Airlines (51,1 %), Naha Airport Terminal (17 %), der Präfektur Okinawa (12,9 %) und zu 19,1 % im Streubesitz.

## Flugziele
Japan Transocean Air fliegt von ihrer Heimatbasis in Naha nationale Ziele in Japan an.

## Flotte

### Aktuelle Flotte

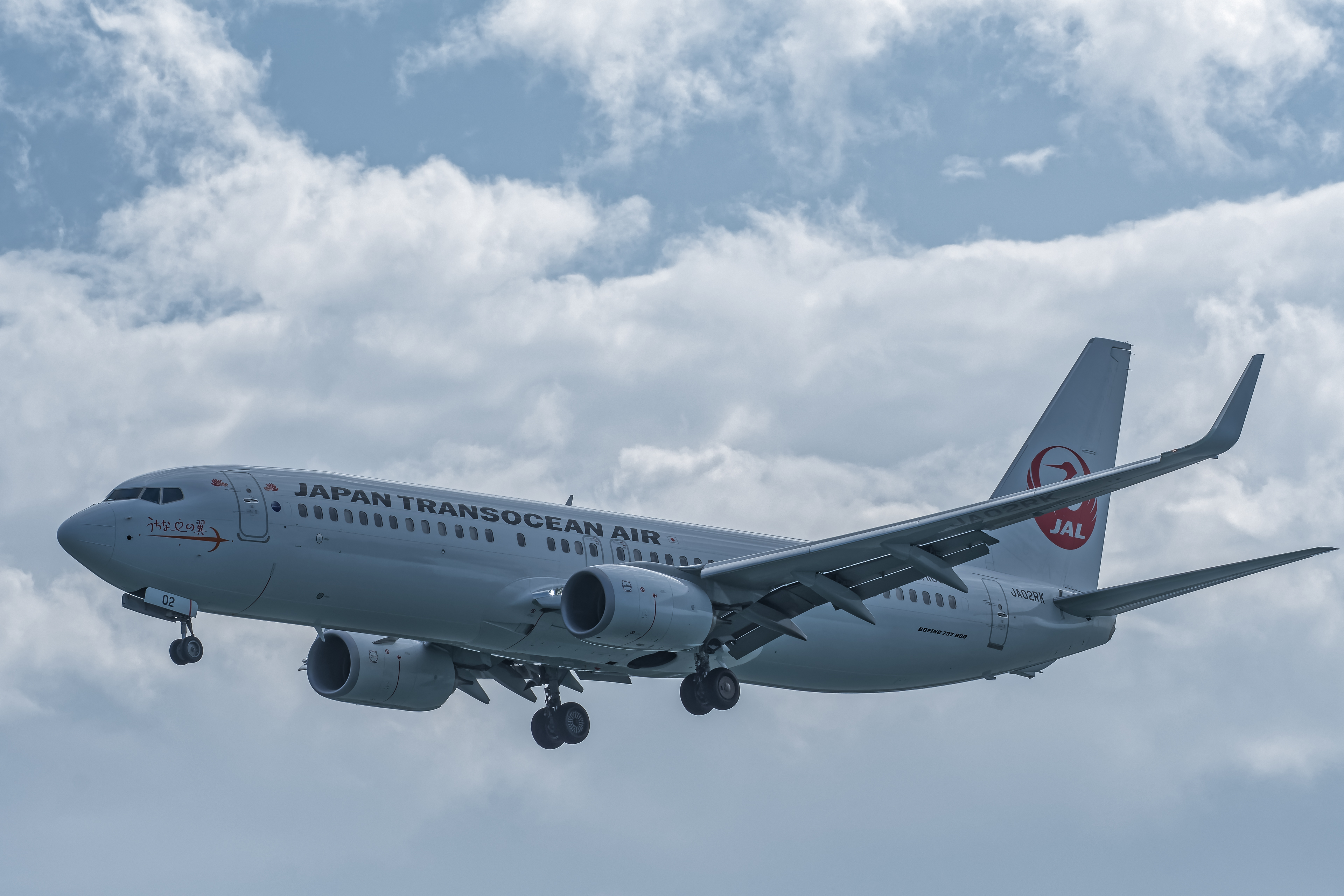
Boeing 737-800 der Japan Transocean Air

Mit Stand Februar 2024 besteht die Flotte der Japan Transocean Air aus 14 Flugzeugen mit einem Durchschnittsalter von 6,9 Jahren:
| Flugzeugtyp    | Anzahl | bestellt | Anmerkungen               | Sitzplätze (Business/Economy) |
| -------------- | ------ | -------- | ------------------------- | ----------------------------- |
| Boeing 737-800 | 14     |          | mit Winglets ausgestattet | 165 (20/145)                  |
| Gesamt         | 14     | –        |                           |                               |

### Ehemalige Flugzeugtypen
Im Laufe ihres Bestehens hat Southwest Air Lines, später Japan Transocean Air, folgende weitere Flugzeugtypen eingesetzt:
- Boeing 737-200/400
- Boeing 767
- Convair 240[6]
- De Havilland Canada DHC-6 Twin Otter
- NAMC YS-11

## Zwischenfälle
- Am 26. August 1982 wurde eine Boeing 737-200 mit dem Luftfahrzeugkennzeichen JA8444 bei der Landung in Ishigaki zerstört. Alle 138 Insassen überlebten.[7]